# 타임벨
타임벨(Timebelle)은 스위스 베른 출신 스위스, 루마니아의 밴드이다. 2017년 유로비전 송 콘테스트에서 스위스 대표로 참가했다. 결성 초기의 구성원 5명 모두 베른 대학교 학생이다. 그룹 명은 치트글로게에서 아이디어를 얻어 지었다.
유로비전 송 콘테스트 2017에서 스위스 대표로 참가했다. 유로비전 송 콘테스트 2015 당시에도 지원했으나, 스위스 지역 대회에서 2위를 기록하면서 기회를 놓쳤다.

## 음반 목록

### EP
- Desperado (2015)